# Capparis klossii
Capparis klossii är en kaprisväxtart som beskrevs av Ridley. Capparis klossii ingår i släktet Capparis och familjen kaprisväxter. Inga underarter finns listade i Catalogue of Life.